# Sonnenfinsternis vom 6. Januar 2019
Bei der Sonnenfinsternis vom 6. Januar 2019 handelte es sich um eine rein partielle Finsternis, die Erde wurde also nur vom Halbschatten des Mondes getroffen.
Das Sichtbarkeitsgebiet umfasste Nordostasien und den Nordwestpazifik. Besonders gut zu beobachten war diese Sonnenfinsternis in Japan, insbesondere auf der Insel Hokkaidō und noch besser auf der russischen Insel Sachalin. Von dort aus gesehen wurde ein relativ großer Teil der Sonne vom Mond bedeckt, und die Sonne stand nicht so horizontnah am Himmel wie in Ostsibirien, wo nördlich der Halbinsel Kamtschatka am Polarkreis die maximale Phase erreicht wurde.
Die Sonnenfinsternis ist die 58. Finsternis des 70 Finsternisse umfassenden Saros-Zyklus mit der Nummer 122. Alle noch folgenden Finsternisse dieses Zyklus werden ebenfalls nur partiell sein.

## Galerie

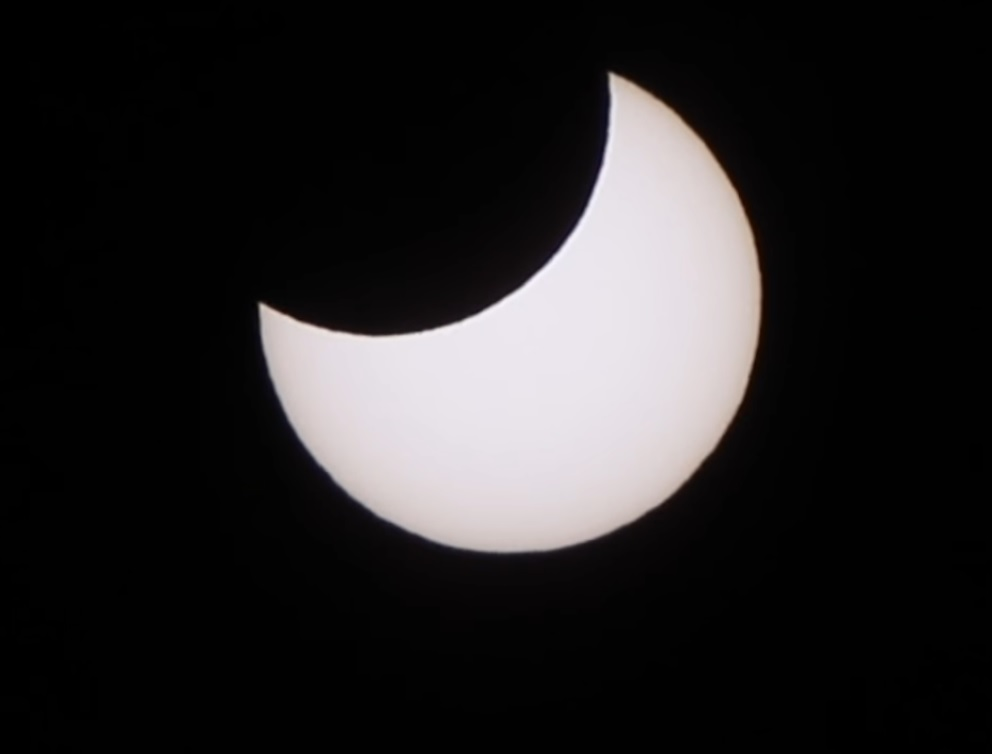
Nachodka, Russland
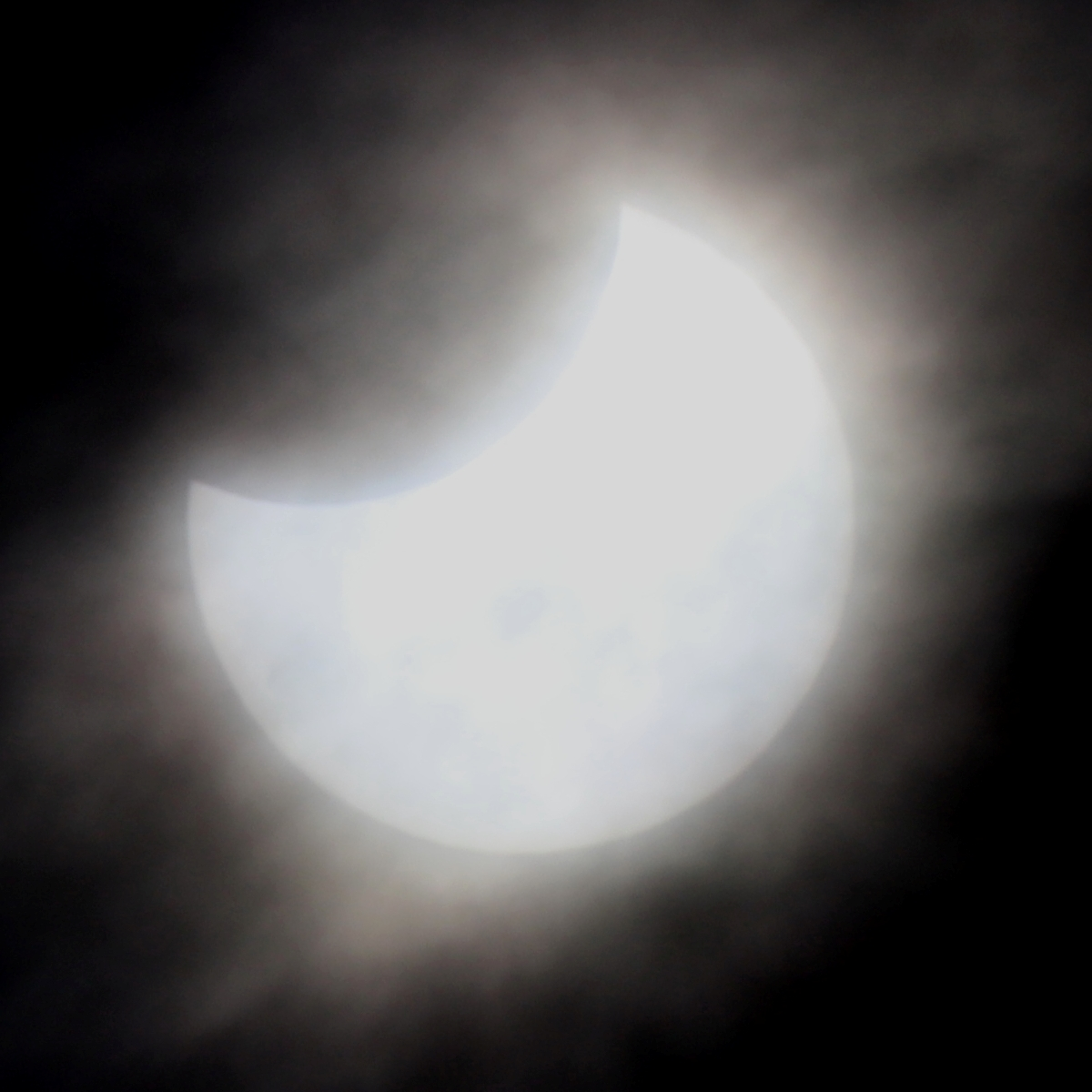
Präfektur Aichi, Japan
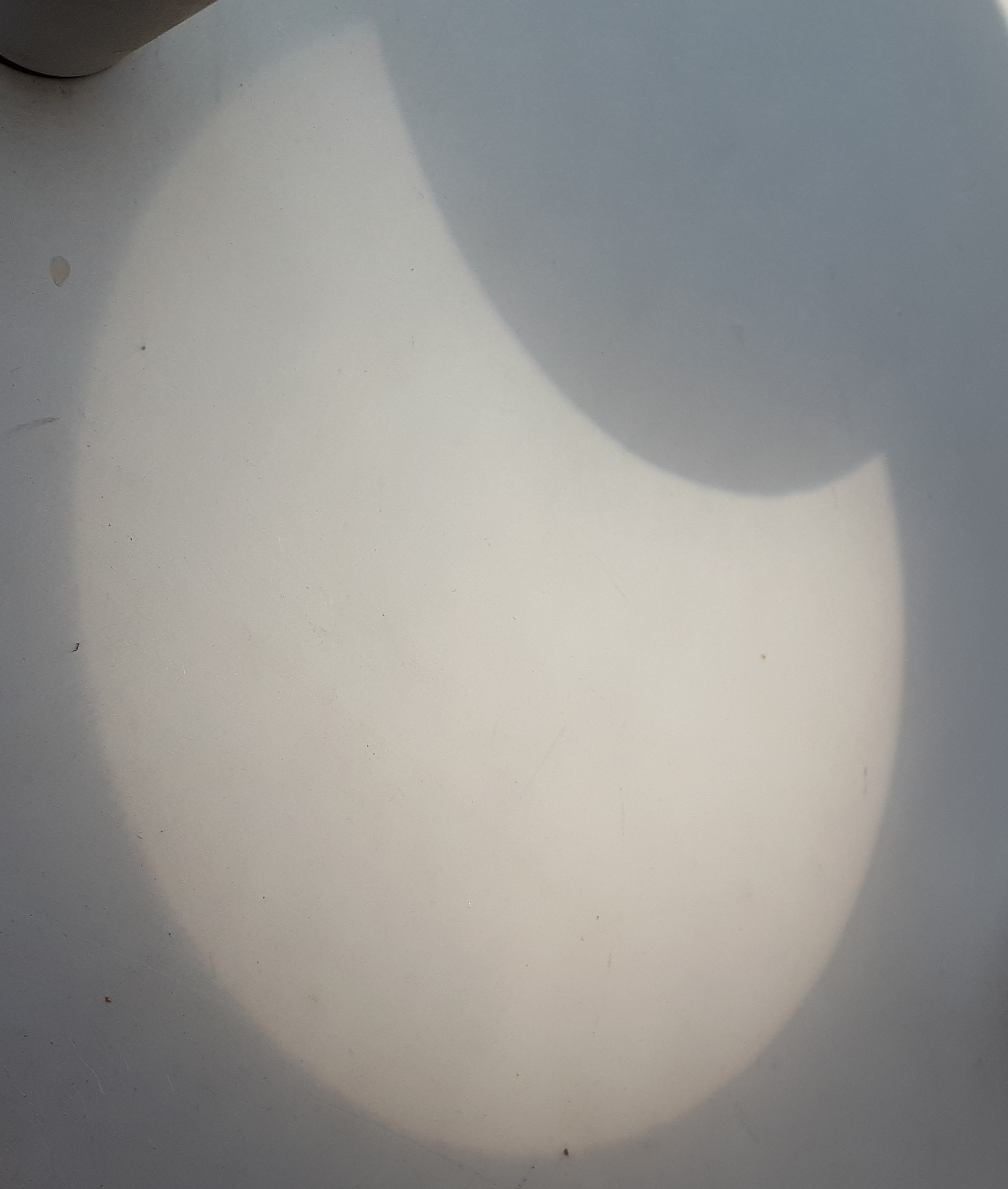
Südkorea
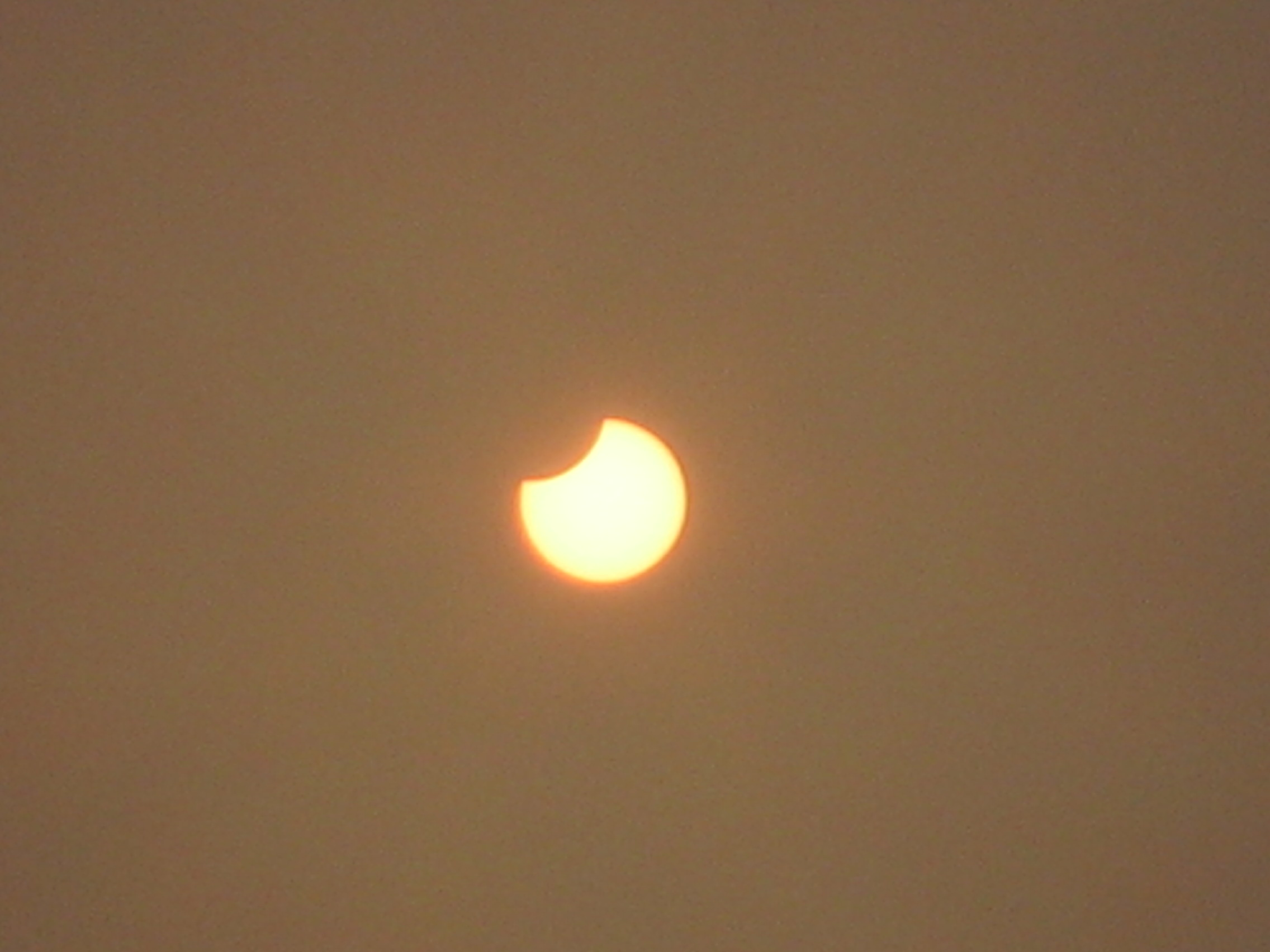
Jinan, Volksrepublik China